# Pizza Hut
Pizza Hut er en international kæde af restauranter, der serverer pizza, hotwings, pasta og diverse tilbehør. Det er især også deres deep pan pizzaer og frokostbuffet, de er kendt for. Kæden er et datterselskab af Yum! Brands, Inc, der ejer over 55.000 restauranter i hele verden. Pizza Hut har hovedkvater i forstæderne til Dallas, Texas.
Pizza Hut har tidligere haft restauranter i Danmark, men lukkede de tre sidste i 2009. I april 2024 erhvervede Directional Capital sig ejerskabet af NRG Pizza AB og derved retten til at drive Pizza Hut brandet i Danmark og Sverige. Pizza Hut har overtaget 23 af Domino’s gamle lokationer på én gang, og forventes at åbne som Pizza Hut-restauranter i starten af 2025. De første restauranter er åbnet i Ballerup og Vejle.

## Historie
Den første Pizza Hut-restaurant (billedet) blev åbnet i 1958 af Dan Carney og Frank Carney. I 1959 blev den første franchise åbnet i Topeka, Kansas. Antallet af restauranter voksede lidt efter lidt, og i 1964 blev der lavet et standard-design for restauranterne.
I 1972 valgte Pizza Hut med sine 314 restauranter i USA at blive børsnoteret på NYSE.
I 1977 blev Pizza Hut køb af PepsiCo, der senere også købte KFC og Taco Bell
I 1997 dannede de tre restaurantkæder Tricon.
I 2002 købte Tricon restaurantkæderne A&W Restaurants og Long John Silver's, og blev til Yum! Brands.

## Kommende restauranter i Danmark
| Region             | Antal | Byer |
| ------------------ | ----- | --- |
| Region Hovedstaden | 11    | Søborg, Frederiksberg, Rødovre, Vanløse, Lyngby, Ballerup, Hørsholm, Ørestad, Kastrup, Hillerød, Helsingør |
| Region Sjælland    | 4     | Greve, Slagelse, Ringsted, Holbæk                                                                          |
| Region Syddanmark  | 5     | Odense C, Odense NV, Kolding, Vejle, Nyborg                                                                |
| Region Midtjylland | 3     | Randers, Aarhus S, Aarhus N                                                                                |

## Restauranter der nu er lukket
| Region             | Antal | Byer                                                             |
| ------------------ | ----- | ---------------------------------------------------------------- |
| Region Hovedstaden | 4     | Amagertorv, Frederiksberg Centret, Fisketorvet, Lyngby Kulturhus |
| Region Nordjylland | 1     | Aalborg                                                          |
| Region Midtjylland | 1     | Aarhus                                                           |

## Lande, hvor der er Pizza Hut-restauranter
| - Andorra - Australien - Bahamas - Belgien - Bahrain - Bangladesh (Halal) - Brasilien (Halal) - Bulgarien - Cambodja - Canada (Halal) - Chile - Costa Rica - Colombia - Cypern - Danmark (genåbner 2024) - Dominikanske Republik - El Salvador - Ecuador - Fiji - Finland - Forenede Arabiske Emirater (Halal) - Frankrig - Gibraltar - Grækenland - Guatemala - Hong Kong - Holland - Honduras | - Indien - Indonesien (Halal) - Irland - Island - Israel (Kosher) - Jamaica - Japan - Jordan (Halal) - Kina - Kuwait (Halal) - Libanon (Halal) - Litauen - Luxembourg - Malaysia (Halal) - Malta - Mauritius - Mexico - Marokko (Halal) - New Zealand - Nicaragua - Oman (Halal) - Panama - Pakistan (Halal) - Paraguay - Peru - Polen - Portugal | - Qatar (Halal) - Rumænien - Rusland - Saudi-Arabien - Serbien - Sint Maarten - Singapore (Halal) - Slovakiet - Somalia (Halal) - Spanien - Sri Lanka (Halal) - Storbritannien - Surinam - Sverige - Sydkorea - Trinidad og Tobago - Thailand - Taiwan - Tyrkiet (Halal) - Tyskland - USA - Puerto Rico - VIR - Ungarn - Vietnam - Venezuela - Yemen (Halal) - Ægypten (Halal) |

## Lande, hvor der tidligere har ligget Pizza Hut-restauranter
- Argentina
- Norge
- Schweiz
- Østrig